# Golf ai Giochi della XXXII Olimpiade
Le competizioni di golf ai Giochi della XXXII Olimpiade si sono svolte dal 29 luglio al 7 agosto 2021 presso il Kasumigaseki Country Club, nella prefettura di Saitama. Erano previsti un evento maschile e uno femminile.

## Calendario
| Uomini | Round 1 | Round 2 | Round 3 | Round 4 |   |   |         |         |         |         | 1 |
| Donne  |         |         |         |         |   |   | Round 1 | Round 2 | Round 3 | Round 4 | 1 |
| Totale | 0       | 0       | 0       | 1       | 0 | 0 | 0       | 0       | 0       | 1       | 2 |

## Podi
| Evento                      | Oro               | Argento        | Bronzo          |
| Torneo maschile (dettagli)  | Xander Schauffele | Rory Sabbatini | Pan Cheng-tsung |
| Torneo femminile (dettagli) | Nelly Korda       | Mone Inami     | Lydia Ko        |

## Medagliere
| Pos.   | Paese         | Oro | Argento | Bronzo | Totale |
| ------ | ------------- | --- | ------- | ------ | ------ |
| 1      | Stati Uniti   | 2   | 0       | 0      | 2      |
| 2      | Slovacchia    | 0   | 1       | 0      | 1      |
| 2      | Giappone      | 0   | 1       | 0      | 1      |
| 4      | Taipei cinese | 0   | 0       | 1      | 1      |
| 4      | Nuova Zelanda | 0   | 0       | 1      | 1      |
| Totale | Totale        | 2   | 2       | 2      | 6      |